# 클리어라식

## 클리어(Corneal Lenticule Extraction for Advanced)란?
클리어란, 'Refractive Correction FEMTO LDV Z8' 장비로 레이저를 조사하여
렌티큘(각막조직 조각)을 만든 후,
최소 절개창으로 제거하여 굴절이상을 교정하는 것을 말합니다

### 1. 클리어라식 또는 클리어스마일이란?
'SMall Incision Lenticule Extraction' ('S.M.I.L.E.', 작은 절개창으로 각막실직을 제거하는 수술법)
방법으로 근시, 난시와 같은 굴절이상을 교정하는 시력교정술의 한 종류로,
스위스 'ZIEMER社'에서 개발한 4세대 렌티큘 애플리케이션을 이용하여 
기존 기기에 비해 차원 높은 정보처리로 정밀한 레이저 수술을 가능하게 합니다. 
최소 절개로, 각막 상층부 손상을 최소화함으로, 안구건조증 발생 확률을 줄일 수 있으며, 
난시의 유무와 관계없이 근시교정이 가능합니다.

## 클리어라식 특징

### 1. 빠른회복
낮은 에너지의 정교한 레이저 조사로 각막손상을 최소화하여, 빠른 회복이 가능합니다.

### 2. Low Energy
각막 상태에 적합한 에너지를 사용하기 위해서 파장과 펄스의 길이를 조절할 수 있어야 합니다.
펄스 길이만 조정가능했던 기존 기기에 비해 클리어 라식은 파장과 펄스를 모두 조정할 수 있어,  
환자별 맞춤 로우 에너지를 구현할 수 있습니다. 

### 2. High Rate
기존 스마일 (500kHz)에 비해 10배이상 빨라진 클리어라식 (5000kHz)의 레이저펄스 반복률은 
낮은 에너지를 사용하더라도 더 촘촘히 반복되어 매끄러운 절개가 가능합니다.
이는 안정적으로 실질 분리를 가능하게 만들어 각막 실질 주변부의 손상을 최소화 합니다.

### 3. 고해상도 OCT와 발전된 도킹시스템

#### 도킹시스템
렌즈 왜곡을 최소화, 인터페이스를 통해 중심적 설정이 가능하고 고정압력이 높아 석션 로스 위험이 낮아 
사고확률이 적으며, 절개창의 위치를 조정할 수 있어서 렌티큘의 중심에 가깝게 절개 할 수 있습니다.
기존 스마일의 약한 고정력으로 발생하는 사고 빈도를 낮추었습니다.  

#### 고해상도 OCT
고해상도OCT이미지가 실시간으로 제공됨으로 동공 가장자리, 각막층 전체구조, 수정체와 홍채 전면을 감지하여
최적의 위치에서 각막 실질을 분리, 각막중심을 완벽하게 측정해 정확한 시력교정이 가능합니다.

#### 중심화옵션 (Centration Options)
굴절 렌티큘의 정확한 중심화는 시력 예후에 중요하며, 이를 위해 동공중심 (pupil center), 주시등 (fixation light) 또는
각막표시 (corneal marking)와 같은 중심화 옵션이 제공됩니다. 또한, 안구회선(cyclotorsion)에 대한 보상 기능이 있으며
흡인상태에서 렌티큘의 위치를 변경할 수 있어, 빛번짐, 눈부심 등의 부작용을 최소화 하였습니다.

## 클리어라식 수술과정

#### STEP 1
렌티큘 생성
작은 원반 형태의 각막 조직 조각인 렌티큘을 만들고, 각막의 일부를 절개합니다.

#### STEP 2
렌티큘 추출
절개된 부분을 통해 각막의 자극을 최소화하여 렌티큘을 제거합니다.

#### STEP 3
교정 시력
렌티큘을 제거함으로써 각막의 형태에 변화를 주어 굴절 이상을 교정합니다.
클리어라식수술과정_animation

## 시력교정술의 진화
라섹                1세대    각막상피를 제거하는 수술
라식                2 세대   각막절편을 생성하는 수술

스마일라식        3 세대   각막 절편을 생성하지 않는 최소절개 수술

클리어라식        4 세대   각막 절편을 생성하지 않는 최소절개 및 안구회선축을 고려한 수술

## 렌티큘 시력교정술 장비 종류
2024년 스마일라식 (렌티큘 시술) 장비 종류
클리어라식은 렌티큘 추출 방식의 시력교정술로, 2024년 현존하는 렌티큘 추출 방식의 시력교정술 장비 종류에는 VISUMAX500(스마일라식), VISUMAX800(스마일프로), ATOS(스마트라식), Z8(클리어라식), ELITA(실크라식) 총 5가지이다.
현재 대한민국에도 5가지 장비가 모두 출시된 상태이며, 현재까지 5장비를 모두 보유하고 있는 안과는 국내 1곳으로 알려져 있다.
| 장비명           | VISUMAX500   | VISUMAX800   | ATOS         | Z8           | ELITA             |
| ---------------- | ------------ | ------------ | ------------ | ------------ | ----------------- |
| 제조사           | ZEISS        | ZEISS        | SCHWIND      | ZIEMER       | Johnson & Johnson |
| 출시년도         | 2010         | 2023         | 2022         | 2022         | 2023              |
| 레이저 조사 시간 | 25(초)       | 8(초)        | 30(초)       | 25~30(초)    | 25(초)            |
| 펄스 평균 에너지 | 110-150nJ    | 110-150nJ    | 75-135nJ     | <<100nJ      | 40-90nJ           |
| 펄스 반복 속도   | 10MHz        | 500KHz       | 2MHz         | ~20MHz       | ~4MHz             |
| 렌티큘 구조      | 플라노컨벡스 | 플라노컨벡스 | 플라노컨벡스 | 플라노컨벡스 | 바이컨벡스        |